# محمد عواد (لاعب كرة قدم)
محمد عواد (مواليد 6 يوليو 1992) لاعب كرة قدم مصري يلعب برفقة نادي الزمالك ويجيد اللعب في مركز حراسة المرمى ، وهو أحد حراس المرمى الواعدين في الكرة المصرية، بزغ نجمه مع الإسماعيلي ولفت إليه الأنظار ليكون محط اهتمام قطبي الكرة المصرية في آخر ثلاثة مواسم، ونجح في الحصول على ثقة الجهاز الفني لحماية مرمى الدراويش في فترة من الفترات، واستطاع فرض نفسه بقوة على جهاز المنتخب الوطني الأسبق بقيادة شوقي غريب ليضمه إلى صفوف الفراعنة.

## مسيرته الكروية

### بداياته
بدأ مع ناشئي الإسماعيلي، وكان سعفان الصغير مدربه منذ تواجده بقطاع الناشئين حتى وصل للفريق الأول، ولعب أول مباراة له في الدوري الممتاز في 25 ديسمبر 2013 أمام نادي القناة ، وانتهت المباراة بفوز الإسماعيلي بهدفين مقابل هدف.

### المصري
في 3 ديسمبر 2014 رفض الإسماعيلي بشكل رسمي الطلب الذي تقدم به النادي المصري للحصول عليه حتى نهاية الموسم على سبيل الإعارة ؛ بسبب رفض البرازيلي المدير الفني للإسماعيلي وقتها والذي تمسك بالحارس ورفض الاستغناء عن خدماته بأى حال من الأحوال. ولكنه عواد لم يشارك في أي مباراة رسمية منذ بداية الموسم وهو ما جعله يطلب الرحيل عن الفريق، ووافق النادي حتى يستطيع المشاركة في المباريات بشكل رسمي، على أن يعود لصفوف الفريق بداية من الموسم التالي، وبعدها أعير محمد عواد لنادي المصري لمدة 6 شهور بداية من فترة الانتقالات الشتوية مقابل 600 ألف جنيه حتى نهاية الموسم. وشارك مع المصري في الدوري في 22 مباراة حافظ خلالها على نظافة شباكه خلال عشر مباريات.

وفي 9 مارس 2015 قرر مسئولو النادي الإسماعيلي إنهاء الإعارة وذلك مع انتهاء الموسم الكروي، ورفض تجديد الإعارة اللاعب بسبب حاجتهم لخدماته خلال الفترة التالية، وكان هناك اتفاق تم بين الأطراف الثلاثة الإسماعيلي والمصري واللاعب في شهر يناير أنه في حالة موافقة كل الأطراف فسيتم تمديد الإعارة إلا أن مسئولي الدراويش أعلنوا عن موقفهم برفض التجديد.

### الانتقال للدوري البرتغالي
في مساء الجمعة 12 يونيو 2015 تلقى الإسماعيلي فاكسًا رسميًّا من نادي ماديرا للتعاقد مع اللاعب خلال فترة الانتقالات الصيفية وبداية من الموسم التالي، وأبدت إدارة النادي ترحيبهم برحيل اللاعب للاحتراف الخارجي، وقد حدد النادي مبلغ مليون ونصف يورو وذلك من أجل الموافقة على رحيل حارس مرماه، ولكن تم رفض عرض النادى لضمه ؛ نظرًا لضعف المقابل المادي المعروض، ثم عاد النادي البرتغالي لطلب ضمه مرة أخرى في 23 يونيو 2016 خلال فترة الانتقالات الصيفية مقابل مبلغ مليون يورو ولكن إدارة النادي الإسماعيلي رفضت العرض لحاجتها إلى وجود عواد.

### العودة للإسماعيلي
بعد انتهاء إعارته للنادي المصري عاد لناديه مرة أخرى، وكانت أول مباراة له بعد العودة أمام الإنتاج الحربي في 21 أكتوبر 2015 استطاع خلالها أن يحافظ على نظافة شباكه، وحاليًا يشارك عواد بصفة أساسية مع نادي الإسماعيلي.

### الوحدة
في 30 أبريل 2018 أعلن نادى الوحدة السعودي تعاقده رسميًّا معه في إطار خطة إدارة النادي لتدعيم حراسة المرمى للفريق الصاعد حديثًا للدوري، وذلك لمدة موسم على سبيل الإعارة.

### الزمالك
في الأنتقالات الصيفية حدثت مفاوضات بين النادي الاسماعيلي ونادي الزمالك واستمرت إلى فترة طويلة ثم تم الاتفاق على ان يباع إلى الزمالك

## إحصائيات مشاركاته
آخر تحديث في 3 يوليو 2018

### مع الأندية
| الفريق     | الموسم    | الدوري  | الدوري | الكأس   | الكأس | البطولات القارية | البطولات القارية | الإجمالي | الإجمالي |
| الفريق     | الموسم    | مشاركات | أهداف  | مشاركات | أهداف | مشاركات          | أهداف            | مشاركات  | أهداف    |
| ---------- | --------- | ------- | ------ | ------- | ----- | ---------------- | ---------------- | -------- | -------- |
| الإسماعيلي | 2013–2014 | 16      | 0      | 3       | 0     | 3                | 0                | 22       | 0        |
| الإسماعيلي | الإجمالي  | 16      | 0      | 3       | 0     | 3                | 0                | 22       | 0        |
| المصري     | 2014–2015 | 22      | 0      | 1       | 0     | —                | —                | 23       | 0        |
| المصري     | الإجمالي  | 22      | 0      | 1       | 0     | —                | —                | 23       | 0        |
| الإسماعيلي | 2014–2015 | 0       | 0      | 1       | 0     | —                | —                | 1        | 0        |
| الإسماعيلي | 2015–2016 | 23      | 0      | 2       | 0     | —                | —                | 25       | 0        |
| الإسماعيلي | 2016–2017 | 34      | 0      | 2       | 0     | —                | —                | 36       | 0        |
| الإسماعيلي | 2017–2018 | 31      | 0      | 3       | 0     | —                | —                | 34       | 0        |
| الإسماعيلي | الإجمالي  | 88      | 0      | 8       | 0     | —                | —                | 96       | 0        |

## أنجازته

### الاسماعيلي
المركز الثاني في الدوري المصري الممتاز 2018

### الزمالك
الدوري المصري الممتاز  (2): 2020- 21 , 2021–22
كأس مصر (3) : 2018–19 ، 2020–21 , 2025
كأس السوبر الافريقي (2)  : 2020 ، 2024
كأس السوبر المصري (1)  : 2019–20
كأس الكونفدراليه الافريقيه (1) : 2023_2024